# Сабанаково
Сабанаково (баш. Һабанаҡ) — деревня в Мечетлинском районе Республики Башкортостан Российской Федерации. Входит в состав Лемез-Тамакского сельсовета.

## География

### Географическое положение
Находится на левом берегу реки Ай.
Расстояние до:
- районного центра (Большеустьикинское): 10 км,
- центра сельсовета (Лемез-Тамак): 6 км,
- ближайшей ж/д станции (Сулея): 116 км.

## Население
| 1795 | 1816 | 1834 | 1850 | 1859 | 1865 | 1897 |
| ---- | ---- | ---- | ---- | ---- | ---- | ---- |
| 103  | ↗117 | ↗161 | ↗215 | ↗245 | ↗303 | ↗610 |
| 1920 | 1939 | 1959 | 1970 | 1979 | 1989 | 2002 |
| ↗708 | ↘521 | ↘459 | ↗541 | ↘395 | ↗439 | ↘437 |
| 2009 | 2010 |      |      |      |      |      |
| ↗470 | ↘391 |      |      |      |      |      |

Национальный состав
Согласно переписи 2002 года, преобладающая национальность — башкиры (98 %).

## Религия
В деревне есть мечеть.